# リチャード・コブデン
リチャード・コブデン（英語: Richard Cobden、1804年6月3日 - 1865年4月2日）は、イギリスの政治家、実業家。
マンチェスターの実業家として成功し、熱心な自由貿易主義者となり、ジョン・ブライトとともに反穀物法同盟の中心人物となる。1841年に庶民院議員に当選し、自由主義者の中でも急進派の政治家となる。反穀物法運動の機運を高めて、1846年の穀物法廃止への環境作りに貢献した。その後、クリミア戦争やアロー戦争の反戦運動を行った。1860年には英仏通商条約の締結に尽力した。

## 経歴

### 生い立ち
1804年6月3日、サセックス・ミッドハースト郊外のダンフォード(Dunford)に零落自作農ウィリアム・コブデンの第11子4男として生まれる。
若い頃には貧困に苦しんだが、叔父の支援でヨークシャーの学校に通った。学校では友人は一人もできず、教師からは拷問され、ひたすら地理書を読み漁る日々だったという。

### 叔父のもとで働く
1819年に15歳で学業を終え、叔父がロンドンで経営している倉庫業の書記に就職した。この際に経済学の本に関心を持ち、特にアダム・スミスの『諸国民の富』から大きな影響を受けた。
叔父からもその知識と雄弁を評価されるようになり、書記からビジネスマンに転じた。マンチェスターやバーミンガム、時にはアイルランドにも足を運んで麻布や木綿布の注文をとった。こうした商人たちとの交渉を通じて実業家としての才能を磨いていった。

### 実業家として
1826年に叔父の倉庫業が倒産して失業したが、1828年には友人とともにマンチェスターでキャラコ染の事業を始めた。マンチェスターのフォート社の信用を得たことからその事業は成功をおさめた。
特に1831年にブラックバーンに近いサブデンにキャラコ染工場を所有するようになってから事業は軌道に乗った。1836年までには純利益2万3000ポンドを超えるに至った。
海外にも事業を拡げ、仕事でフランスやスイス、アメリカなどを訪問した。特にアメリカでは、アメリカ人の新進気鋭さ、精神的活力、市場の活気さに強い影響を受けたという。イギリスでは製造物が製造され、アメリカでは農産物が生産される。したがって双方の人民の交易が進めば双方に大きな繁栄があるとの確信を持つに至った。

### 反穀物法同盟

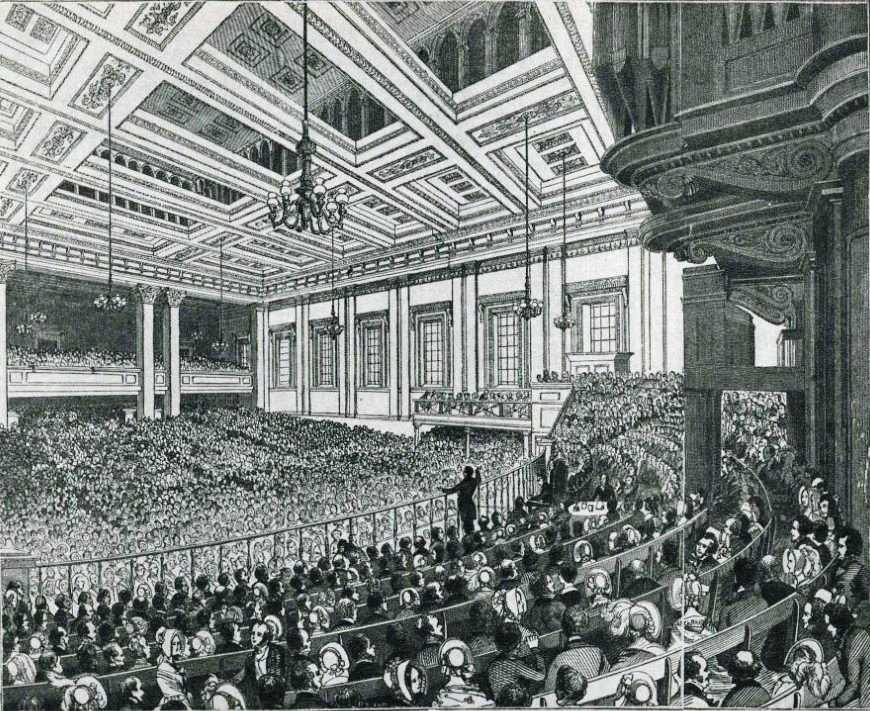
ロンドン・エクセター・ホールで開かれた反穀物法同盟の集会を描いた絵画

1838年9月24日にマンチェスターのヨーク・ホテルで「マンチェスター反穀物法同盟」が創設された。創設者7人の中にコブデンの名はなかったが、翌10月には彼も協会の委員会に入っている。12月13日の総会での演説が雄弁であったことで人々から注目されるようになった。
同運動は産業資本家を中核として爆発的に広がり、1839年にはマンチェスターに限らず、全国運動となった。やがてコブデンはジョン・ブライトとともに同組織の中心人物となった。
コブデンら反穀物法協会は至るところに代表を送り、穀物法を撤廃して穀物を自由貿易にすれば製造業者や労働者に大きな利益があることを訴え続けた。穀物法が撤廃されれば食料が安くなり、ひいては人件費が安くなり、ひいては諸製品の原価が安くなり、ひいては輸出価格が安くなり、世界市場が拡大するという主張である。

### 庶民院議員に当選し、穀物法廃止を実現
1841年6月の総選挙でストックポート選挙区から立候補して当選を果たし、急進派の庶民院議員となる。
この総選挙は保守党の勝利に終わり、保守党政権の第二次ピール内閣が発足した。保守党は地主の議員が多く、穀物法廃止に否定的と思われていたが、ピール首相はコブデンら穀物法廃止を求める世論に影響されて穀物法廃止に傾いていた。コブデンらはピールに圧力をかけるべく反穀物法運動の一層の盛り上げに努めた。
コブデンは穀物法廃止の機運を資本家だけでなく労働者層にも広げるべく、議会において「食料価格と賃金との連動性」についてこれまでの主張を修正する議論を展開するようになった。たとえば議員になった直後には「パンの価格が下がっても必ずしも賃金が下がるとは限らない。イギリスが穀物法を廃止し、その結果他の農業国から大量の穀物がイギリスに輸出されれば、それとの交換でイギリス産の金物類・衣料を購入するようになり、イギリスは輸出市場は拡大するだろう。結果そのような製品の生産が増大し、その産業に従事する労働者の賃金が減ることはない」と演説している。また農業労働者の不安も鎮めるため、1844年には「穀物の自由化が地主の耕地の生産性も増大させる。このことは農業労働力を減少させるかもしれないが、その結果として都市の労働市場は拡大し、彼らの雇用も増大し、一般的にいって彼らの賃金は増大するであろう」と演説した。
コブデンが労働者・農業労働者の不安の払拭に努めた結果、反穀物法同盟は分裂することなく、コブデンを中心に固い結束を維持した。
コブデンらのお膳立てした世論とアイルランド飢饉を背景にピール首相は穀物法廃止を最終的に決意し、1846年5月に穀物法を廃止して穀物自由貿易を達成した（ただし保守党が保護貿易派と自由貿易派ピール派に分裂したため政権を失うことになった）。
コブデンはこの報道を聞いた際に「万歳、万歳。穀物法廃止法案は可決された。そして今や私の任務は完了した」と書いている。

### 反戦活動

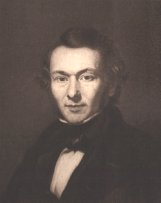
1849年のコブデンの肖像（ジョージ・パッテン画）

穀物法廃止後、1847年の総選挙でヨークシャー西リディング選挙区から選出されると国際平和会議の開催に尽力するようになり、1848年にはブリュッセル、1850年にはパリとフランクフルト、1851年にはロンドン、1853年にはマンチェスターとエディンバラで開催した。
トルコとロシアの間でクリミア戦争が勃発した直後の1853年10月12日、コブデンはエディンバラで演説を行い「我が国にトルコを防衛する条約上の義務はない。我が国がアジアで行っている征服を考えれば、我が国はロシアの侵略を非難する道徳上の権利を有していない。トルコ在住のキリスト教徒はロシアの支配を望んでいるであろう。ロシアは防衛上強力であるが、他方攻撃は弱体であり、またロシアは何ら我が国に威嚇を与えてはいない。しかもロシアがたとえトルコを席巻するとしても、ロシアはイギリスを脅威しないであろう」と論じ、対露開戦に反対した。
しかしイギリス政府は「インドへの道(エンパイア・ルート)」をロシアに犯されないようにするため、1854年3月にフランスとともにロシアに宣戦布告した。コブデンは開戦後も戦争に反対し続け、1855年6月5日の議会では「セヴァストポリはその奪取のために、水のごとく血や資金を投入する価値があるか否かを我々の将来に責任を負うている政府に尋ねたい」と追及し、講和交渉に入るべきことを訴えた。
つづく1857年初頭の中国との戦争(アロー戦争)にも反対した。彼の戦争反対の動議は他の野党の保守党やピール派の支持も得て庶民院で可決されている。しかし首相第3代パーマストン子爵ヘンリー・ジョン・テンプルは解散総選挙に打って出て大勝を果たした。反戦運動家の多くが落選し、コブデンも落選している。

### 英仏通商条約の締結
1859年4月の総選挙でロッチデール選挙区から選出された。
この頃、彼の属する急進派はホイッグ党やピール派とともに自由党を結成した。以降急進派は自由党左派勢力となった。
1859年6月に第二内閣を組閣したパーマストン卿は、コブデンに通商庁長官としての入閣を要請したが、コブデンはパーマストン卿の強硬外交に反対していたのでこれを断った。しかしコブデンはパーマストン卿が進めていた英仏通商条約の締結には賛成だった。パーマストン内閣財務大臣ウィリアム・グラッドストンと会見し、コブデンが英仏通商条約締結のための英国側の非公式代表に任じられた。
1859年10月18日にパリを訪問したコブデンは、フランスの自由貿易主義者の経済学者ミシェル・シュヴァリエの仲介でフランス通商大臣ウジェーヌ・ルーエやフランス皇帝ナポレオン3世と会見した。コブデンによれば彼は次のようにナポレオン3世を説得したという。「皇帝は関税率が10%から30%まで分布していると論じた。私は後者の数字が法外の率であると指摘した。私はまたその最大限が20%を超えてはならないと強調した。仮に皇帝が30%位まで主張すれば、このことは経済的措置としてだけでなく、政治的観点から言っても成功しないだろう。イギリス人はそれを他の形態での禁止関税と考えるだろう。」。
1860年1月23日にはコブデン＝シュヴァリエ条約と呼ばれる英仏通商条約を締結することに成功した。これにより関税が大幅に下げられ、イギリス製品にフランス市場が広く開放された。また両国はお互い10年間「最恵国待遇」を与えることになった。

### 晩年と死去
南北戦争をめぐっては逡巡した。コブデンは南部の奴隷制を嫌っていたが、北部のことも保護貿易主義と疑っていた。しかし結局は北部を支持した。イギリスとリンカーン大統領との関係を取り持った。
1865年4月2日にロンドンで死去した。

## 人物・評価

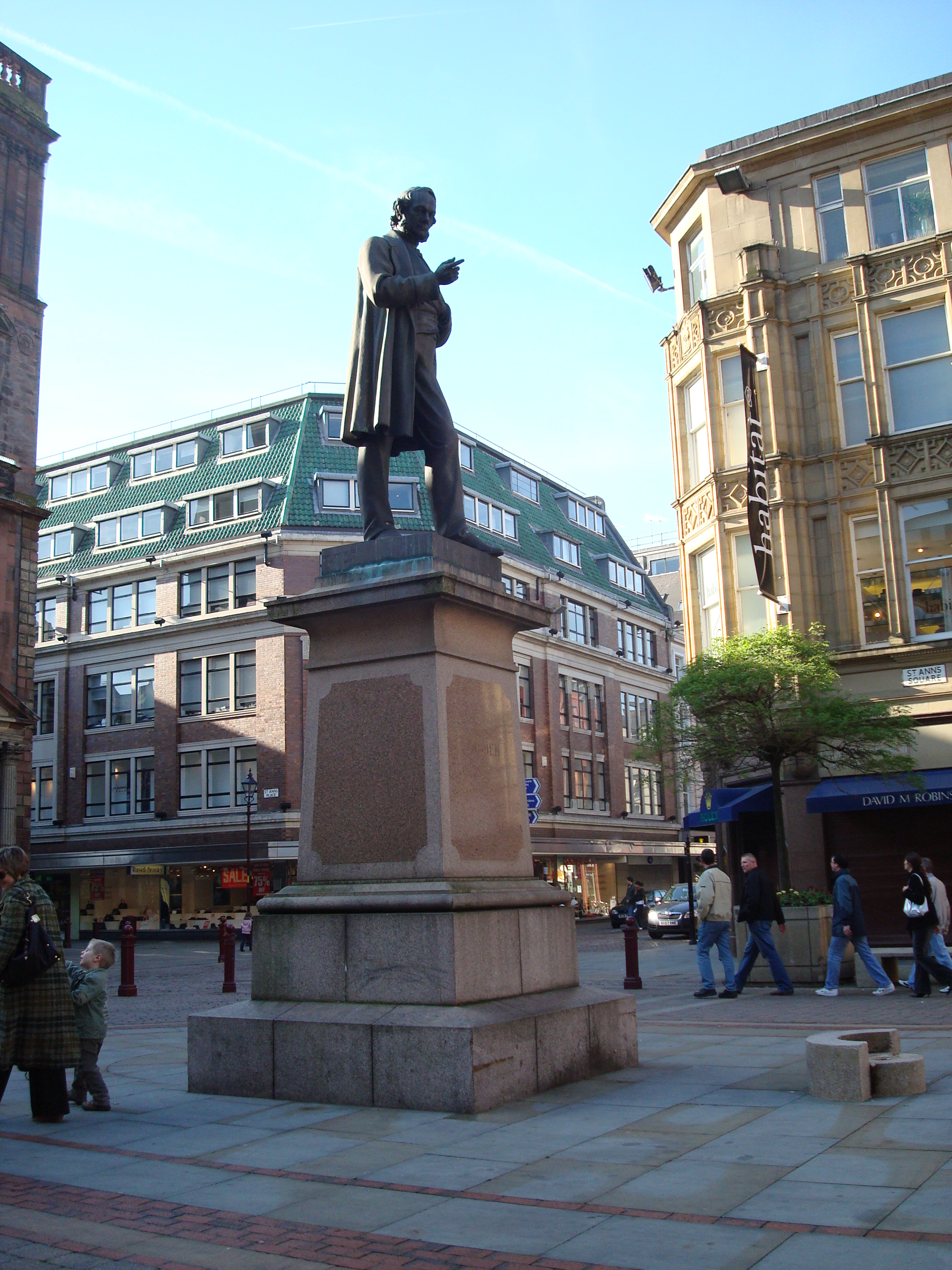
マンチェスターにあるコブデン像。

自由貿易主義者・平和主義者として知られる。コブデンにとってこの2つはセットであった。すなわち自由貿易で各国が結合し、国際分業体制が確立されれば必然的に戦争は消えると考えていた。「自由貿易とは諸国民を分け隔てている障壁を壊し、またそれは誇り、復讐、憎悪、嫉妬の感情を保護する障壁を破壊するものである。自由貿易は人類の平和の絆を結びつけるものである」と述べている。
イギリスや世界各国に軍縮を求める運動も行った。「我が国の陸海軍が現在の半分に縮小され、その経費削減部分が綿花、羊毛、硝子、紙、油、石鹸、薬品その他無数の我が国の工業製品の原材料に充当されるならば、イギリス商業の保護と拡大に対するその貢献度は海軍の戦力を現在の50倍に増強する以上に匹敵しよう」と論じている
コブデンは自由貿易・平和主義の主たる障害は貴族階級と見ており、一日も早く貴族から中産階級へ権力移譲する必要を唱えた。
コブデンは歴史家から現実主義者と夢想家が入り混じった奇妙な政治家と見られることが多い。反穀物法同盟では彼は実業家として完全に現実主義者であったが、専門ではない外交問題の議論となると平和教条主義的な夢想家になりがちだったためである。
雄弁家で知られ、盟友のジョン・ブライトはコブデンについて「頭脳明晰で論理的で雄弁。説得力を有していた」と述べている。